# Maximilian von Frank
Maximilian Karl Wilhelm Frank, ab 1885 von Frank (* 27. April 1831 in Sonnenburg; † 28. August 1894 in Celle) war ein deutscher Verwaltungsjurist.

## Leben
Frank studierte Rechtswissenschaften in Breslau und war dort Mitglied des Corps Marchia. Seine berufliche Karriere führte ihn ab 1868 unter anderem als Landrat nach Elbing. Am 1. Februar 1879 wurde er zum Amtshauptmann für das Amt Celle bzw. Kreishauptmann für den (Steuer-)Kreis Celle ernannt. Am 1. April 1885 wurde er Landrat des neugebildeten Kreises Celle. Dieses Amt hatte er bis zu seinem Tod inne. Zugleich war er kommissarischer Polizeidirektor von Celle.
Er hatte am 26. November 1887 in Berlin Alice von Voigt-Rhetz (* 1866) geheiratet, Tochter des preußischen Generals der Artillerie Julius von Voigts-Rhetz.
Frank wurde 1885 in den preußischen Adelsstand erhoben.